# Keutschach am See
Keutschach am See is een gemeente in de Oostenrijkse deelstaat Karinthië, gelegen in het district Klagenfurt-Land. De gemeente heeft ongeveer 2300 inwoners.

## Geografie
Keutschach am See heeft een oppervlakte van 28,36 km². Het ligt in het zuiden van het land.
Ebenthal in Kärnten ·
Feistritz im Rosental ·
Ferlach ·
Grafenstein ·
Keutschach am See ·
Köttmannsdorf ·
Krumpendorf am Wörthersee ·
Ludmannsdorf ·
Magdalensberg ·
Maria Rain ·
Maria Saal ·
Maria Wörth ·
Moosburg ·
Poggersdorf ·
Pörtschach am Wörthersee ·
Sankt Margareten im Rosental ·
Schiefling am Wörthersee ·
Techelsberg am Wörther See ·
Zell
- Gemeinsame Normdatei: 4097869-2
- Nationale Bibliotheek van Tsjechië: ge369112
- Virtual International Authority File: 244565762
- WorldCat: E39PBJj8XDqKYVr7FQGbGbJxDq